# Simone Gaboriau
Pour les articles homonymes, voir Gaboriau.
Simone Gaboriau, née le 8 mai 1945 à Bordeaux, est une magistrate française. 

## Biographie

### Famille
Simone Gaboriau est la fille d'instituteurs dont les parents étaient maçons.

### Formation
Simone Gaboriau obtient une licence en droit à l'université de Bordeaux. Elle y est déléguée UNEF. Elle passe avec succès l'examen d'entrée du concours de l’École nationale de la magistrature et y rentre en mars 1969. Elle prête serment en 1971.

### Carrière
Simone Gaboriau commence au tribunal de première instance de Chaumont puis est la première femme juge d'instruction de Bordeaux en 1973  puis devient premier juge d'instruction en 1979 et vice-présidente le 6 mai 1982. 
Lorsque Luis Carrero Blanco est tué par le groupe indépendantiste basque ETA en 1973, elle insiste auprès du parquet pour être chargée du dossier de son assassinat.
Adhérente à sa création en 1968, elle est la première femme élue à la tête du Syndicat de la magistrature en 1982. C'est aussi la première femme à diriger un syndicat en France. Durant son mandat et en partie sous son impulsion, l'association des Magistrats européens pour la démocratie et les libertés est créée.
Elle est conseillère à la Cour d’appel de Bordeaux en 1985. Elle préside ensuite le tribunal de grande instance de Limoges de 1990 à 2002 (elle y est d'ailleurs la premiere femme à tenir ce rôle), puis est conseillère à la cour d'appel de Versailles et présidente de chambre à la cour d'appel de Versailles de 2002 à 2007. 
Elle s’intéresse à la formation des magistrats  et crée en 1996 une formation sur leurs responsabilités à l'École nationale de la magistrature. Vers 2000, elle crée les Entretiens d'Aguessau avec Hélène Pauliat pour encourager la réflexion sur l’éthique professionnelle au sein de la justice en France,. Dans les suites de l'affaire Outreau en 2006, elle lance une pétition sur les conditions de fonctionnement de la justice au quotidien,. 
Elle prend sa retraite en juin 2010. 